# Pieve di San Bartolomeo Apostolo (Ponsano)
La pieve di San Bartolomeo Apostolo si trova a Ponsano, nel comune di Volterra, in provincia di Pisa, diocesi di Volterra.

## Storia e descrizione
Edificata su un masso affiorante dal terreno ai margini della strada di accesso al borgo, è una semplice costruzione di età romanica del tipo a capanna con capriate a vista e un piccolo coro coperto da volte a botte.
Nella facciata a filaretti di travertino si apre l'unico portale con archivolto originale e architrave rimaneggiato. Sono documentati profondi restauri tra il 1880 e il 1890. Davanti alla chiesa si trova il piccolo cimitero dove, oggetto di venerazione e di stima, spicca il tumulo di don Giuseppe Vigilanti (1867-1949) che per ventotto anni fu parroco del popolo di Ponsano.